# Suchan Babaev
Suchan Babaevič Babaev (in russo Суха́н Баба́евич Баба́ев?; Juzbaši, 25 dicembre 1910 – Aşgabat, 28 novembre 1995) è stato un politico sovietico, Primo segretario del Partito Comunista del Turkmenistan dall'ottobre 1951 al dicembre 1958.

## Biografia
Babaev e diversi altri politici turkmeni vennero rimossi dopo la loro richiesta di una maggiore rappresentatività dell'etnia turkmena nel governo sovietico.